# Хронологія історії України (Козаччина і Руїна)
Козаччина – період формування українського козацтва як окремого суспільного стану та військово-політичної сили. Запорозька Січ стала центром козацького життя, відіграючи ключову роль у боротьбі проти Речі Посполитої, Османської імперії та Кримського ханства.
Руїна –період внутрішньої нестабільності, громадянських війн і втручання сусідніх держав у справи Гетьманщини після смерті Богдана Хмельницького.

## Напередодні Визвольної війни
| 1601-1602   | Дощі і холод влітку призвели до катастрофічного голоду |
| 1603        | В Польщі з'являється Лжедмитрій I. Цар Борис Годунов видає грамоту про війну з самозванцем. |
| 1604        | Польсько-литовські загони Лжедмитрія I вторглись до московських володінь на Сіверщині, де він був підтриманий місцевим населенням і козаками. Похід гетьмана Семена Скалозуба із загоном в 4000 козаків на чорноморське узбережжя Туреччини. |
| 1605        | Війська Лжедмитрія I зазнають поразки під Добриничами (16/26.01.1605), але закріплюються в Путивлі. 1/11.04.1605 — Смерть царя Бориса Годунова; проголошення царем Федіра Годунова; квітень-травень — повстання у південно-східних областях Московії; червень — Лжедмитрій I з польсько-козацькими загонами в'їжджає до Москви (урядові московські війська переходять на його бік). |
| 1606        | Травень — Лжедмитрій I одружується з Мариною Мнішек, дочкою магната, старости самбірського і львівського Юрія Мнішека. 7/17 травня — Боярський заколот у Кремлі і вбивство Лжедмитрія I в Москві. Початок царювання Василія Шуйського (1606—1610). Повстання Івана Болотнікова (почалось у червні 1606 р. у Путивлі). |
| 1606        | Козацький напад на турецьку Варну. |
| 1607        | Червень — в Стародубі з'явився Лжедмитрій II, який рушив з військом на Москву і розбив війська Василія Шуйського під Болховом (травень, 1608 р.). Основу його війська складали польські загони кн. А. Вишневецького, Р. Ружинського і козаки I. Заруцького. Лжедмитрій II розташовує свій табор (1608−1610) під Москвою в Тушині. Філарета Романова обрано в Тушині патріархом. |
| 1608        | Після смерті Костянтина Острозького його онука Ганна передає Острозький колегіум єзуїтам. Відкриття у Львові єзуїтської школи-колегії (нині — університет) Козацькі загони оволоділи Перекопом. |
| 1609        | Козаки взяли Кілію, Ізмаїл і Аккерман. |
| 1610        | Лютий — Боярська аристократія з «Тушинського табору» уклала договір з Сигізмундом III про покликання на московський престол польського королевича Владислава. Незабаром королевич Владислав обраний на Московське царство. Василь Шуйський зазнав поразки при Клушино і був повалений. Лжедмитрій II убитий. Патріарх Гермоген закликав до боротьби з поляками. |
| 1612        | Поляки вигнані з Москви нижегородським ополченням Мініна і Пожарського. |
| 1613        | 11/21 лютого — Михайло Романов обраний на царювання Земським собором (1613—1645), започаткувавши династію Романових (1613—1917). Роль Земського собору підвищується до Національних зборів (Боярська ж дума залишається дорадчою) |
| 1614        | Козаки П.Сагайдачного атакували Трапезунд і Сіноп у Малій Азії |
| 1615        | Близько 80 козацьких чайок проникли у стамбульську гавань і підпалили її. 15 жовтня — Заснування братства і школи у Києві на Подолі (в майбутньому — Києво-Могилянська академія). Заснування типографії у Києво-Печерській лаврі. «Жалувана царська грамота» Донському козачому війську на безмитну торгівлю з українськими козаками |
| 1616        | Козаки під проводом гетьмана Петра Сагайдачного захопили головне турецьке місто в Криму — Кафу і звільнили тисячі полонених рабів. Також здійснено похід на Синоп і Трапезунд. |
| 1617        | Початок московсько-польської війни 1617—1618 рр. жовтень: Ольшанська угода між польським урядом і козацькою старшиною; реєстр скорочено до 1 000 козаків. |
| 1618        | Польсько-козацький похід на Москву, якою заволодіти не вдалося. 14 000 поляків очолював королевич Владислав, а 20 000 козаків, які йшли з півдня — гетьман П.Сагайдачний. 1 грудня — Деулінське перемир'я, за яким Річ Посполита отримала від Московщини (з 1700 рр. — Росії) назад Смоленщину і Чернігово-Сіверщину (всього 29 міст); московські полонені звільнені. |
| 1619        | Роставицька угода: вимога видалити з реєстру всіх козаків, які потрапили туди за останні 5 років, кількість реєстровців належало встановлювати королю. |
| 1619—1648   | Участь козаків як найманців у бойових діях у Тридцятирічній війні 1618—1648 рр. (під проводом Івана Сірка, Павла Носковського, Богдана Хмельницького, Тараського, Ганджі, Чарноти) |
| 1620        | Гетьман Петро Сагайдачний разом з усім Запорозьким Кошем вступає до Київського братства, а також звертається до московського царя Михайла з пропозицією прийняти козаків на службу. |
| 1620—1621   | Хотинська турецько-польська війна. |
| 1620        | Битва під Цецорою: польське військо (бл.10 000 осіб) на чолі з коронним гетьманом Станіславом Жолкевським знищено турками; до полону потрапив, зокрема, Богдан Хмельницький. |
| 1620—1631   | Митрополит Київський, Галицький і всієї Русі Йов Борецький (прибічник зближення з Московщиною) |
| 1621        | Сейм ухвалив збільшення козацького реєстру до 20 000 осіб, на утримання затверджено 100 000 злотих на рік (рішення не було втілено в життя). |
| 1621        | Хотинська битва: козацька армія (40 000 воїнів) гетьмана П.Сагайдачного рятує польське військо (30 000 воїнів) від поразки турками (120—150 000) і татарами (60 000). Хотинський мирний договір: встановлено польсько-молдавський кордон по Дністру, але Річ Посполита віддавала Хотин. Козацький реєстр збільшено не було, він залишився на рівні 3000. |
| 1624        | Заснування в Острозі колегіуму єзуїтів |
| 1625        | Конецпольський вирушає з 8-тисячним військом на придушення козацьких заворушень (Марко Жмайло). Врешті решт після низки поразок козаки знов обирають гетьманом Михайла Дорошенка, який укладає з поляками Куруківську угоду: реєстр збільшується до 6 000 козаків. Козацтво поділено на 6 полків: Київський, Канівський, Корсуньський, Білоцерківський, Перяславський і Черкаський. Полки складались з сотень. Митрополит Йов Борецький звернувся до московського царя з проханням прийняти Україну під своє покровительство. |
| 1628—1652   | Микитинська Січ |
| 1630        | Запорожці викрали, судили і стратили гетьмана Грицька Чорного (1629—1630) і обрали гетьманом Тараса Федоровича (Трясила) . Польській гетьман Конецпольський зазнав поразки від повстанців і в серпні 1630 уклав з ними мир, згідно з яким реєстр збільшувався до 8 000 козаків. |
| 1632—1634   | Участь козаків у Смоленській війні на боці Речі Посполитої. |
| 1633—1647   | Митрополит Київський, Галицький і всієї Русі святитель Петро (Могила) |
| 1634        | Закінчення Смоленської війни — Поляновський мир: підтверджено Деулінські домовленості і кордони 1618 р. (Московія отримала лише м. Серпєйськ на Смоленщині). Польській король Владислав IV відмовлявся від претензій на московський трон, а Московія мала сплатити 20 000 рублів Польщі. |
| 1635        | Польська влада спорудила біля 1-го Дніпрового порога фортецю Кодак з гарнізоном з найманців. Загін Івана Суліми руйнує Кодак. Реєстровці видають Суліму польській владі на страту. |
| 1637        | Козацьке повстання Павла Павлюка. Поразка повстанців під Кумейками біля Канева. Облога повстанців у Боровиці біля Чигирина (грудень). Після повстання близько 20 000 українців переселилося у межі Московії. |
| 1637—1642   | Азовське сидіння: донські і запорізькі козаки захопили фортецю Азов у гирлі Дону і просили прийняти захоплений Азов до складу Московії, але московський цар з метою запобігання конфлікту з Османською імперією наказав козакам залишити Азов. |
| 1638        | Продовження повстання Павлюка на Лівобережжі — під проводом Якова Остряниці і Дмитра Гуні. Придушення повстання і відхід Я.Остряниці до Білгорода. |
| 1639        | Заснування Чугуєва Великий татарський набіг на Запорожжя |
| 1641        | Поляки закладають прикордонну засіку на горі Охтир — нині м.Охтирка |
| 1644        | 30 січня — Охматівська битва: Великий коронний гетьман Станіслав Конєцпольський а також князь Ярема Вишневецький (19 000) розбили переважаючі сили татар Тугай-бея (20 000). Рештки втікачів розбив комісар Війська Запорозького Миколай Зацвіліховський біля річки Синюхи. |
| 1645        | Корпус з найманих козаків під проводом Івана Сірка і Богдана Хмельницького бере фортецю Дюнкерк у Франції. |
| 1645 — 1676 | Царювання у Москві Олексія Михайловича |
| 1646        | Березень: Російське посольство в Польщі: московський цар пропонує королю Владиславу IV об'єднати дніпровських і донських козаків і за підтримки російських і польських військ взяти Крим Ужгородська церковна унія (поширення греко-католицизму на Закарпаття, а з 1699 р. — і на Трансільванію). |

## Визвольна війна
| 1648      | Січень: Сотник Чигиринського полку Богдан Хмельницький втікає на Запорожжя, де у Січі підіймає козаків на антипольське повстання. 21 січня польський гарнізон вигнано, Хмельницького козаки обирають гетьманом. Кримський хан направляє на допомогу козакам 4-тисячний кінний загін на чолі з Тугай-беєм. Травень: 5-6 травня 6-тисячний польський авангард було розбито 9-тисячною козацько-татарською армією в урочищі Жовті Води. На бік повстанців переходить декілька тисяч реєстровців. 15-16 травня: козацька 15-тисячна армія розбила 20-тисячну польську під Корсунем. Командувачі — М.Калиновський і М.Потоцький, 127 офіцерів, 8520 солдатів і 41 гармата потрапили до рук повстанців. Червень-серпень: Б.Хмельницький став під Білою Церквою, його військо збільшилось до 80—100 тис. воїнів. Поляки зібрали 40 — тисячну армію біля Львова. Хмельницький починає зносини з Москвою, сіверськими воєводами (листи, посольства) з питань надання військової допомоги з боку Московії, а пізніше — взяття Війська Запорізького під опіку. 11-13 (21-23) вересня: Битва під Пилявцями. Армія Б.Хмельницького (30 000 козаків) та загін буджацьких татар (600 вершників) розбили польську армію на чолі з Д.Заславським, М.Остророгом і О.Конецпольським, захопили 92 гармати і весь обоз. Союзники гетьмана — кримські татари — у цей час боронили Крим від нападу донських козаків (на прохання польського короля їх туди направив московський цар). Вересень-листопад: облога Львова і Замостя Б.Хмельницьким; міста відкупились від повстанців. 23 грудня: Б.Хмельницький на чолі своєї армії урочисто вступає до Києва.                                                    |
| 1649      | Липень: Поновлення бойових дій — козаки обложили військо Я.Вишневецького в Збаражі, а військо на чолі з новим королем Речі Посполитої Яном Казимиром обложили і розбили під Зборовом . Кримський хан Іслам Герай вимагає від Б.Хмельницького вступити в переговори з поляками. 8 (18) серпня: Зборівський договір — Король визнавав самоврядність Війська Запорозького, Гетьманщини, у межах Київського, Чернігівського і Брацлавського воєводств. На землях Війська Запорозького влада належала гетьману, резиденція якого розміщувалась в Чигирині. У контрольованій козаками Україні не мали права перебувати війська коронні, євреї та єзуїти. Чисельність козаків Війська Запорозького обмежувалась реєстром у 40 000 осіб |
| 1649—1650 | Антипольське повстання на Правобережній Україні під проводом Д.Нечая |
| 1650      | серпень — вересень: спроба Богдана Хмельницького посадити на молдавський трон свого сина Тимоша — похід на Молдову. |
| 1651      | Лютий: Польські війська (50 000) вдерлися до Поділля; 20 лютого — напад на Брацлав. Полковник Іван Богун відбиває поляків під Вінницею, у травні бере участь у штурмі Кам'янця-Подільського і зі своїм загоном бере Корець. 18-30 червня: Берестецька битва. Після того, як союзник козаків кримський хан Іслям ІІІ Герай з невідомих причин залишив із своїм загоном (8 — 30 000 вершників) поле битви і полонив Богдана Хмельницького, польська армія (до 200 000, в тому числі німецькі найманці) розбила українську (бл. 100 000 воїнів). Але більшість козаків на чолі з І.Богуном відступила на схід, де через 2 місяці зібралась під Білою Церквою. Тут на неї і наткнулася наступаюча польська армія. 18 вересня — Білоцерківський мир. Реєстр обмежено до 20 000 козаків, влада гетьмана обмежувалась Київським воєводством і йому заборонено було вступати у зносини з іноземними державами. Сейм договір не затвердив. Прибув посол Османської імперії, який висловив погодження султана взяти Україну під свій протекторат. |
| 1652      | Масові переселення українців на вільні південні прикордонні землі Московського царства, утворення Слобідської України. Засноване м.Острогозьк — як військова фортеця — острог (на Білгородській межі) реєстровими козаками Чернігівського і Ніжинського полків, на чолі з полковником Іваном Дзиковським, у кількості 2000 чоловік, з родинами та майном. 1-2 червня: Битва під Батогом. Козаки з татарами знищили 30-тисячне польське військо, що сприяло укріпленню союзу з Молдовою (Тиміш Хмельницький здійснив поход у Молдову і став зятем молдовського господаря), а також вивільненню України від поляків до Случі. |
| 1652—1709 | Чортомлицька Січ |
| 1653      | Активізація зносин з Москвою щодо переходу козаків під московську владу. Вересень — грудень — оточення польської армії (50 000) під Жванцем (на Поділлі) силами Хмельницького (30 — 40 000 воїнів) і кримського хана. 15 вересня — загибель Тимоша Хмельницького при обороні Сучави від повсталих молдавських бояр. 1 жовтня — Останній Земський собор у Москві, зібраний царем Олексієм Михайловичем, приймає рішення прийняти Гетьманщину під протекцію Московського царства зі збереженням прав і вольностей козаків. 5 (15) грудня — зважаючи на своє оточення з військом під Жванцем, голод, а також на рішення Земського собору, польській король погоджується відновити мир з Богданом Хмельницьким на умовах Зборівської угоди. Кримський хан отримав 100 000 злотих і право 40 днів грабувати Волинь («Жванецький мир» або «договір на словах» між польським королем Яном II Казимиром і кримським ханом Іслам-Гіреєм). Б.Хмельницький відбув до Переяслава зустрічати московських послів. |
| 1654      | 8 січня — Переяславська «чорна» рада: частина козаків і міщан на чолі з Богданом Хмельницьким присягає московському цареві в особі посла В.Бутурліна. Вслід за цим в 117 міст України було послано царських чиновників, перед якими присягу царю і його спадкоємцям склали бл. 122—127 тис. осіб. Відмовились підтримати Переяславську угоду й присягати московському царю низка представників козацької старшини, зокрема полковники Іван Богун, Осип Глух, Григорій Гуляницький, Іван Сірко, Петро Дорошенко, Михайло Ханенко, Брацлавський, Кропивнянський, Полтавський (царських представників там побили киями), Уманський козацькі полки, деякі міста, зокрема Чорнобиль, а також українське духовенство на чолі з митрополитом С.Косівим. Не присягала Запорізька Січ. 14/24 березня — Березневі статті 1654 (Московсько-український договір): козацький реєстр мав становити 60 000 осіб, гетьману заборонялося зноситися з королем Речі Посполитою і Османським султаном; Московський уряд для захисту України зобов'язувався вступити у війну з Польщею навесні 1654 року; передбачалося утримання московських військ на кордонах України з Річчю Посполитою; 27 березня — Цар Олексій Михайлович видав Жалувану грамоту гетьману Богдану Хмельницькому і всьому війську запорізькому про збереження їхніх прав і вольностей. Травень: Початок Московсько-польської війни 1654—1667 рр. Літо — московське військо (25 000) і 20 000 козаків під проводом І. Золотаренка повели наступ на Білорусь і зайняли Смоленськ. Липень: Польща вступила в союз з кримськими татарами 18 — 20 листопада: героїчна оборона козаками замка в Буші на Поділлі. Заснування козаками Харкова |
| 1655      | Січень: Охматівська битва — 70 000 козаків і 20 000 стрільців проти 50 000 поляків і 30 000 кримських татар. Серпень — вересень: визволення від поляків Поділля і Східної Галичини (Б.Хмельницький і В.Бутурлін) Бій під Городком: Козацько-московські сили розбили польські частини і розпочали облогу Львова. |
| 1656      | Московсько-українські війська зайняли Білорусь, Волинь, м. Вільно, одночасно проти Польщі з 1655 р. воювала Швеція: її війська зайняли Краків і Варшаву. Польській король пішов на переговори з московськими послами. Жовтень: Між московським і польським урядами укладено Віленське перемир'я, Московія ставала союзницею Польщі проти Швеції, що викликало невдоволення української сторони, побоювання щодо відновлення польської влади на українських землях і бажання Б.Хмельницького перейти від московського до турецького підданства. 6 грудня: у Радноті Богдан Хмельницький укладає антипольській союз із Швецією, Трансільванією, Бранденбургом і литовським князем Богуславом Радзівилом. |
| 1657      | Січень — липень — Невдалий україно-трансільванський похід в Польщу, козаки не бажають далі воювати в Польщі. Червень: Сили князя Трансільванії Дьйордя II Ракоці, козаків під проводом Антона Ждановича та шведів оволоділи Варшавою, але невдовзі вимушені були покинути місто і відступати. 11 липня — Битва під Магеровим (Галичина): поляки розгромили трансільванське військо, залишки якого незабаром капітулювали; козаки на чолі з Юрієм Немиричем, не бажаючи воювати, втекли з поля бою. 4 вересня — смерть Богдана Хмельницького. Обрання 26 серпня (21 жовтня — затвердження на Корсунській раді) Гетьманом генерального писаря Івана Виговського (1657—1659), який притримувався пропольської орієнтації. Жовтень — грудень — антигетьманське повстання Я.Клишенка на Запорожжі. 26 жовтня (6 листопада) - Корсунська рада 1657 підтвердила рішення про обрання гетьманом України Івана Виговського. Під час ради було ратифіковано Корсунський договір — документ про українсько-шведський військово-політичний союз, за умовами якої шведський король Карл Х Густав зобов'язувався домагатися визнання Річчю Посполитою незалежності України. Грудень — Виступ проти гетьмана запорожців під проводом Якова Барабаша і Полтавського полку на чолі з Мартином Пушкарем. |

## Громадянська війна XVIIст. в Україні за участі Московії, Речі Посполитої і Османської імперії (Руїна)
| 1658      | 3 та 4 квітня 1658 р. — царські укази про призначення московських воєвод у Білу Церкву, Корсунь, Ніжин, Полтаву, Чернігів та Миргород; 6 квітня — указ про призначення боярина Василя Шереметьєва головою нової московської адміністрації в Україні. Червень: До Києва прибуває московський загін Шереметьєва. Початок громадянської війни в Україні (Руїни). Бій Гетьмана І.Виговського із заколотниками Я.Барабашем та М.Пушкарем під Полтавою. Загибель М.Пушкаря і 15 000 заколотників. Всього під час придушення заколоту загинуло 50 000 осіб. Серпень (листопад?) — князь Г.Ромодановський проголошує наказним гетьманом Івана Безпалого. Вересень — оголошення україно-московської війни 1658—1659 рр: гетьман І.Виговський йде на україно-московські кордони, Іван Нечай розпочав бойові дії у Білорусі. 16 вересня — укладення україно-польського Гадяцького договору: Україна у складі Київського, Брацлавського і Чернігівського воєводств під назвою Велике Князівство Руське входила на рівних правах з Польщею і Литвою до складу федерації; реєстр мав залишитися на рівні 60 000 козаків; припинялось переслідування православ'я (всього в договорі було 22 статті). Сейм ратифікував договір у травні 1659 р. в урізаному вигляді. Митрополит Київський, Галицький і всієї Русі Діонісій Балабан (1657—1663) приймає бік І.Виговського і переїжджає з Києва на Правобережжя. 20 жовтня в Україну втретє вступило 15-тисячне московське військо на чолі з князем Ромодановським 30 жовтня — поразка гетьманських військ при спробі вибити московські війська з Києва. Г.Ромодановський зняв облогу Варви та відступив до Лохвиці. |
| 1659      | Березень-квітень: поход в Україну московської армії на чолі з князем О.Трубецьким. З 21 квітня — облога у Конотопі 3-х гетьманських полків на чолі з Григорієм Гуляницьким. Червень — зняття московської облоги з Глухіва. 27—29 червня (7—9 липня): Конотопська битва, в ході якої московські війська зазнають поразки і залишають територію України. Іван Сірко нападає на землі союзника І.Виговського — Кримського хана, і той вимушений залишити Гетьмана. Серпень-вересень: московському цареві присягають Київський, Переяславський і Чернігівський полки. Армія Трубецького урочисто вступає до Ніжина, де йому присягає полк Івана Золотаренка. Жовтень: Іван Виговський за ініціативи Якима Сомка (шурина Б.Хмельницького) зрікається гетьманської булави на користь 18-річного Юрія Хмельницького (гетьман 1659—1662) і переїжджає до Польщі. 17 жовтня — Юрій Хмельницький вимушений підписати з Москвою Переяславські статті, які звужували владу Гетьмана і автономію України. |
| 1660      | 17 серпня — воєвода Шереметьєв виступив з московським військом і загонами запорізького гетьмана Т.Цецюри з Києва на Львів проти Польщі, військо Гетьмана Ю.Хмельницького йшло слідом. 16-26 вересня — московсько-козацьки сили зазнали поразки від польсько-татарських військ у битві під Любаром і відступили до Чуднова, де були обложені поляками і татарами. 7-8 жовтня — Слободищенська битва: війська Гетьмана Юрія Хмельницького зазнають поразки від поляків і татар. 17 жовтня — Юрій Хмельницький підписує з Поляками Слободищенський трактат про повернення України до складу Польщі. 21 жовтня — Т.Цецюра, дізнавшись про поразку Ю.Хмельницького і його перехід на бік Польщі, зі своїми військами залишає табір Шереметьєва під Чудновим 4 листопада — капітуляція московської армії під Чудновим, полонення командувача В.Шереметьєва, який зобов'язувався сплатити Польщі 300 000 рублів і вивести московські війська з Києва, Чернігова і Переяслава. Князь Барятинський відмовився здавати Київ. Переяславська козацька рада: обрання Якима Сомка переяславським полковником і наказним гетьманом Лівобережжя. Розкол України на Лівобережну промосковську і Правобережну антимосковську, в якій Гетьманом залишався Ю.Хмельницький. Запорозький отаман Іван Сірко біля гирла Самари розбив татар, які поверталися з походу у центральну Україну і частково відібрав ясир. |
| 1661      | Січень — польській король надає Львівській єзуїтській колегії статус університету. Боротьба Ю.Хмельницького і Я.Сомка. |
| 1662      | 25 квітня — Козелецька старшинська рада: гетьманом на Лівобережжі обрано Якима Сомка (1662—1663). Москва це рішення не підтримала Червень — Юрій Хмельницький обложив Я.Сомка у Переяславі. На допомогу Я.Сомку зі Слобожанщини вирушили московські війська на чолі з Ромодановським. Юрій Хмельницький починає відступати від Переяслава, але в битві напроти Канева 16 червня зазнає поразки. Грудень — Ю.Хмельницький зрікається гетьманської булави (Корсунська рада) і в подальшому приймає постриг у монахи. 31 грудня — створення у Москві Малоросійського приказу. |
| 1663      | 13 січня — обрання у Чигирині Гетьманом Правобережжя Павла Тетері (1663—1665), який притримувався пропольської орієнтації. За його проханням поляками було страчено І.Виговського і ув'язнено Юрія Хмельницького. 18 червня — Ніжинська чорна рада: обрання при підтримці московських військ гетьманом Лівобережжя Івана Брюховецького (1663—1668). Інших кандидатів — Василя Золотаренка та Якима Сомка було схоплено і в подальшому страчено. Жовтень — початок великого польсько-козацького походу на Лівобережжя. Армія короля Яна Казимира заволоділа низкою міст (за винятком добре укріплених Києва, Переяслава, Чернігова, Ніжина, Гадяча, Глухіва) і почала рухатись у бік Москви. 17 листопада — гетьман Лівобережжя І.Брюховецький підписав з Москвою Батуринські статті, які внесли деякі поправки до Березневих статей 1654 р. Діяли до 1665 р., коли були замінені Московськими статтями. |
| 1663—1675 | Йосип Тукальський-Нелюбович — митрополит Київський, Галицький і всієї Русі. Підтримував Петра Дорошенка. |
| 1664      | 1 лютого — поляки зняли облогу Глухова і рушили на Севськ, де з'єднались з литовською армією. На Правобережжі здіймаються заколоти проти поляків і гетьмана П.Тетері. Після низки поразок (Вороніж, Пироговка), війська Речі Посполитою починають відступ. 27 лютого сили поляків розділяються: армія короля відступає на північний захід у напрямку Могиліва на Дніпрі, а армія С.Чарнецького — на Правобережну Україну. Московські загони їх переслідують. |
| 1665      | Серпень — татари ув'язнили претендента на гетьманську булаву — С.Опару і козацька старшина обирає Петра Дорошенка (1665—1676) гетьманом на Правобережжі. Жовтень — гетьман Лівобережжя І.Брюховецький з деякими полковниками їде на уклін до Москви, де 11 жовтня в обмін на отримання боярства і земельних володінь на Чернігівщині підписує Московські статті, чим значно звужує владу Гетьмана і автономію українських земель. Зокрема, московська війська отримували право на розміщення у 16 містах України, українські землі переходили безпосередньо під владу московського царя. П.Дорошенко штурмом взяв Брацлав і полонив свого суперника — полковника Василя Дрозденка. |
| 1666      | 19 січня — козацька рада на Правобережжі затверджує гетьманом Петра Дорошенка (1665—1676) Березень — квітень — перепис населення Лівобережної України для визначення податків. Похід П.Дорошенка на Лівобережжя, невдала спроба оволодіти Кременчуком. Літо — Антимосковське повстання Переяславського полку під проводом Максима Хоменка, Івана Пригари, Івана Томари. Антипольське повстання на Правобережжі під проводом Д. Дейнеки Осінь — до Чигирина прибуває османський посол з пропозицією протектората. Старшинська рада загалом погоджується. Початок Польсько-козацько-кримської війни (1666—1671) 19 грудня — розгром казацько-татарським військом (бл. 25 тис. воїнів) 10-тисячного польського корпусу С.Маховського, що вступив на Брацлавщину (Браїлівська битва); оволодіння П.Дорошенком Браїлова. Татарські походи на Західну Україну. Остаточний розрив Дорошенка з Польщею. |
| 1667      | 30 січня — підписання між Річчю Посполитою і московським царством Андрусівського перемир'я на 13,5 років, яким закінчились війни за Україну 1654—1666 рр. Всупереч рішенням Переяславської ради, Московія погодилась залишити Речі Посполитій українські землі на захід від Дніпра. Землі Запорожжя до 1686 р. опинились під подвійним протекторатом держав. Антимосковські бунти на Лівобережжі. Лютий — Гетьман Петро Дорошенко оточив польській гарнізон у Білій Церкві. Москва заборонила Україні продавати свої товари до інших країн, крім Московщини, але на своєму кордоні вона накладала на українські товари велике мито. Жовтень — похід 24-тисячного козацького війська разом з татарами на Галичину. Облога 25-тисячного польського війська на чолі з коронним гетьманом Яном Собеським біля Підгайців. Напад запорожців на чолі з харківським полковником Іваном Сірком та кошовим Жданом Рогом на Крим, внаслідок чого татари підписали мир з Польщею і полишили П.Дорошенка. 9 (19) жовтня: Підгаєцька угода — П.Дорошенко визнає владу польського короля. |
| 1667—1671 | Повстання на чолі з Степаном Разіним: охопило, зокрема, східну Слобожанщину (повстання Івана Дзиковського). |
| 1668      | 19 січня — під впливом розгортання антимосковського руху на Лівобережжі гетьман Іван Брюховецький скликає у Гадячі таємну раду, де вирішено розірвати стосунки з Москвою і просити протекції у турецького султана. Середина березня — царські залоги встояли лише в Ніжині, Чернігові, Переяславі й Острі. Травень — на Лівобережжя вступають московські війська на чолі з бєлгородським воєводою Г.Ромодановським. Чернігівський полковник Дем'ян Многогрішний, харківський Іван Сірко закликають П.Дорошенка до спільних дій. П.Дорошенко з військом вступає на Лівобережну Україну. Підлеглі І.Брюховецького повстають проти свого гетьмана і видають його П.Дорошенку, після чого страчують (8 (18) травня під Опішнею). 8 червня — проголошення Петра Дорошенка Гетьманом всієї України. Запорожці обирають гетьманом Петра Суховія (1668—1669), який також здобув підтримку кримського хана. Чума на Запорожжі |
| 1669      | П.Суховій і татари розбиті силами П.Дорошенка і І.Сірка під Ольхівцем. 9 березня — за відсутності П.Дорошенка і в умовах наступу московської армії на Лівобережній Україні гетьманом проголошено Дем'яна Многогрішного (1669—1672), який влаштовував Москву. 10-12 березня — Генеральна Військова Рада у Корсуні затверджує союзний договір з Туреччиною. 16 березня — Д.Многогрішний підписує Глухівські статті (замість Московських статей 1665 р.) на основі Березневих статей 1654 р.: реєстр 30 тис. козаків, московські гарнізони у Києві, Переяславі, Чернігові, Ніжині і Острі. Травень — на Запорожжі гетьманом проголошено Петра Суховія, який спирався на підтримку уманського полковника Михайла Ханенка. Липень — П.Дорошенко завдає поразки П.Суховію. Серпень — обрання в Умані гетьманом Михайла Ханенка (1669—1674), який орієнтувався на Польщу. Був підтриманий трьома правобережними полками. П.Дорошенко укладає договір про протекторат з Туреччиною і отримує від султана титул санджакбея. 29 жовтня — перемога Петра Дорошенка над Михайлом Ханенком під Стеблевом. |
| 1670      | Боротьба П.Дорошенка і М.Ханенка. 9-11 вересня: Повстання І.Дзиковського (Острогозький полковник) на Слобожанщині. 2 вересня — М.Ханенко уклав з польськими делеґатами договір в Острозі, на основі якого Польща визнала Ханенка гетьманом Правобережжя, а він погоджувався на підданство польській короні на умовах автономії лише для козацької верстви |
| 1671      | Осінь — похід польського війська на чолі з Яном Собеським на Поділля проти П.Дорошенка, захоплення Брацлава, Могилева, Вінниці. |
| 1672      | Гетьман Петро Дорошенко отримав допомогу від Туреччини і розпочав масштабні бойові дії проти Польщі і її ставленика М.Ханенка. 13 березня — переворот на Лівобережжі: козацька старшина заарештувала гетьмана Д.Многогрішного і видала його царському уряду (Гетьмана було засуджено у Москві, звинувачено у державній зраді і заслано до Сибіру) Арешт і заслання до Сибіру кошового отамана Івана Сірка Початок польсько-турецької війни 1672−1676 рр. 17 червня — На старшинській раді в Козачій Діброві (біля Путивля) гетьманом обраний Іван Самойлович (1672—1687). Виступав за об'єднання всіх українських земель. Конотопські статті: підтвердження Глухівських статей і звуження влади гетьмана на користь старшини. Липень — Битва під Четвертинкою (Поділля) — Загони М.Ханенка розбиті частинами П.Дорошенка. 27 серпня — Турецько-татарсько-українська армія на чолі з султаном Мехмедом IV (100 000 воїнів), кримським ханом Селім Ґераєм, та гетьманом П.Дорошенком (12 000 воїнів) здобули польську фортецю Кам'янець на Поділлі. 20 вересня — початок облоги Львова турками. 5-14 жовтня — переможний похід Яна Собеського проти татарських чамбулів (загонів). Завершився битвою під Петранкою на Галичині. 18 (28) жовтня — Бучацький мирний договір між Річчю Посполитою і Османською імперією: остання отримувала від Польщі Подільське воєводство, на Брацлавщині і у південній Київщині визнавалась влада васала Порти гетьмана П.Дорошенка. |
| 1673      | квітень — польській сейм відмовляється визнати умови Бучацького миру 1672 р. Поновлення польсько-турецької війни. 11 листопада — битва під Хотином: Ян Собеський розбив турецьку армію Гусейна-паші і здобув Хотин |
| 1674      | Січень — вторгнення московсько-козацьких військ (70 000) на чолі з Г.Ромодановським та І.Самойловичем на Правобережжя. Оволодіння ними Бужиним, Черкасами, Каневом, Корсунем. Битва під Лисянкою — поразка і полонення наказного гетьмана Г.Дорошенка. Березень — до Переяслава прибув М.Ханенко, який склав гетьманську булаву, отриману від польського короля. 15 (25) березня — на Генеральній раді у Переяславі І.Самойловича проголошено гетьманом «обох берегів Дніпра». Переяславські статті 1674 р. (компіляція попередніх україно-московських договорів) 21 травня — Обрання Яна Собеського королем Речі Посполитої. Червень — московська армія під командуванням воєводи Григорія Ромодановського і козацькі полки на чолі з гетьманом Іваном Самойловичем взяли в облогу гетьманську столицю — Чигирин. Два тижні гетьманські війська завзято обороняли місто. На допомогу Дорошенку під Чигирин підійшла турецько-татарська армія під командуванням візира Кара-Мустафи, яка змусила Самойловича і московські війська відступити. Прямуючи на Чигирин, турки спалили декілька міст Правобережжя (Ладижин, Вінницю, Ямпіль, було взято і знищено Умань). Осінь — на Поділля вступають польські війська і здобувають Брацлав, Могилів, Бар. Перше видання київського «Синопсису» — підручника з вітчизняної історії |
| 1675      | Весна — Ян ІІІ Собеський призначає наказним гетьманом на Правобережжі Остапа Гоголя (1675—1679 рр.) і підпорядковує йому Подільський, Брацлавський, Кальницький та Уманський полки. Червень — турецька армія (20-30 000) на чолі з Ібрагімом Шушманом перейшла Дністер і зайняла Бар. Липень — похід козаків на чолі з І.Сірком на Крим (Ґезлев, Ак-Мечеть). 27 липня — турки і татари штурмом оволоділи Збаражем. 24 серпня: Король Ян Собеський розбив 10 000-й татарський загін під Львовом. 10 жовтня — на козацькій раді в Чигирині Петро Дорошенко склав гетьманські клейноди (а Іван Сірко прийняв від нього присягу на вірність цареві), але не виконав вимоги Кремля провести зречення перед І.Самойловичем і Г.Ромодановським на Лівобережжі, що незабаром призвело до нападу московських військ на Чигирин. |
| 1676      | 19 вересня — штурм гетьманської столиці Чигирина московсько-козацькими військами. У безнадійній ситуації П.Дорошенко зрікається гетьманства перед московським урядом. Вересень — жовтень — польсько-турецькі бої під Журавним (Галичина) 17 (27) жовтня — Журавненський мирний договір між Польщею і Туреччиною: Польща домоглася скасування данини (1672 р.) і влади П.Дорошенка у Білоцерківському і Паволоцькому полках. Сеймом затверджений не був. |
| 1676—1679 | Останній Митрополит Київський, Галицький і всієї Русі — Антоній Винницький. |
| 1676—1682 | Царювання у Москві Федора Олексійовича. |
| 1677      | Весна — Турки призначають Юрія Хмельницького «Князем Сарматії і Гетьманом Війська Запорозького» (1677—1681) Липень — 1-й Чигиринський похід турецької армії (100—120 000 воїнів) під проводом Ібрагіма-паші з метою перенесення туди столиці Ю.Хмельницького з Немирова. Чигирин було відстояне 12,5-тисячним гарнізоном, а також московськими (32 000) військами Г.Ромодановського і козацькими загонами (20−25 тис.) гетьмана І.Самойловича, які розбили турків під Бужином 28 серпня. Наказ патріарха Іоакима видерти з українських книжок аркуші «не сходные с книгами московскими». |
| 1678      | Липень — 2-й Чигиринський похід турецької армії (200 000) на чолі з великим візиром Кара-Мустафою. 3 серпня — Угода між Московією і Польщею про продовження Андрусівського перемир'я на 13 років (передача Росією Невеля, Себежа, Веліжа Польщі в обмін на Київ). 11 серпня — знищення Чигирина турками і відступаючими московитами. |
| 1679      | Заснування типографії у Чернігові. |
| 1679—1723 | Спорудження Старої Печерської фортеці. |
| 1681      | 3 (13) січня — Бахчисарайський мир: Османська імперія визнавала владу московського царя на Лівобережжі, Києві і окрузі і на Запорожжі, султана було визнано володарем Поділля і південної Київщини, але спустошені війною землі між Південним Бугом і Дніпром мали залишатися незаселеними. Турки позбавляють влади Ю.Хмельницького, а його землі на Поділлі передають під управління молдовського господаря Георгія Дуки (1681—1683), який прагнув відродити розорені війною українські території. Реальне керівництво на Поділлі здійснював наказний гетьман Іван Драгинич. |
| 1682      | Після смерті у Москві царя Федора Олексійовича і стрілецького бунту («Хованщина») влада опиняється у руках царівни-регентші Софії Олексіївни (1682—1689) та її малолітніх братів Івана (1682−1692) та 10-річного Петра (1682−1725) |
| 1683      | 12 вересня — Зняття турецької облоги з Відня: у лавах армії (74 000) короля Яна ІІІ Собеського билися і 5 000 українських козаків під проводом полковників О.Гоголя і С.Палія. 24 серпня — Степан Куницький — гетьман на Правобережжі (1683—1684). Похід 5-тисячного козацького війська С.Куницького через Молдову в Буджак, полонення молдавського господаря Г.Дуки. Битви під Кіцканами і Рені. |
| 1684      | січень — С.Куницький розбитий у Молдові і відступає на Поділля. Березень — обрання на козацькій раді у Могилеві гетьманом Правобережжя Андрія Могили (1684—1689). С.Куницького страчено. Травень — бій під Студеницею біля Кам'янця: татари розбили загін А.Могили. Ян III Собеський визнає козацтво на Правобережній Україні |
| 1685      | Липень — обрання Київським митрополитом єпископа Луцького Гедеона Святополк-Четвертинського, свояка І.Самойловича. Вище духовенство не брало участі у соборі, на який не було санкції Константинопольського патріарха. Король Ян III Собеський відновлює козацькі полки на Правобережжі: у Брацлаві, Богуславі, Фастові і Корсуні. Турки знов призначають гетьманом на підконтрольному Поділлі Юрія Хмельницького, але через півроку страчують його у Кам'янці. Осінь — Патріарх Московський Йоаким посвятив Четвертинського: перехід Української православної церкви під зверхність Московського патріарха. Константинопольський патріарх за 200 золотих і 120 соболиних шкурок навесні 1686 р. погодився уступити архіпастирство над Київською митрополією. |
| 1686      | 6 травня — в Москві на основі Андрусівського перемир'я 1667 р. укладено московсько-польський договір — «Вічний мир»: Річ Посполита визнавала за Московським царством Лівобережну Україну, Київ, Запорожжя, Чернігово-Сіверську землю з Черніговом і Стародубом та Смоленськ. Річ Посполита отримувала 146 тис. крб. компенсації за відмову від претензій на Київ Північна Київщина, Волинь і Галичина залишались за Польщею. Південна Київщина й Східна Брацлавщина від містечка Стайок по річці Тясмин, де лежали міста Ржищів, Трахтемирів, Канів, Черкаси, Чигирин та інші, спустошені війною, мали стати «пусткою», нейтральною територією між Московією і Річчю Посполитою. Польський уряд обіцяв надати православним свободу віросповідання, а московський уряд обіцяв їх захищати. Поділля залишалося під владою Туреччини (в 1699 було приєднано до Польщі). Також Росія розірвала мир з Оттоманською портою і приєдналась до «Священної ліги» у складі Священної Римської імперії, Венеції та Речі Посполитої проти Османської імперії і Кримського ханства. |

## Повоєнне відновлення
| 1687             | Травень — червень — невдалий перший Кримський похід російсько-козацького війська на чолі з В.Голіциним (100 000) та І. Самойловичем (50 000 козаків). Липень — звинувачення гетьмана І. Самойловича у зраді, арешт його і заслання до Тобольську, де він і помер через 3 роки. (Коломацький переворот). Бунти у Гадяцькому, Прилуцькому, Чернігівському полках. 25 липня — Генеральна рада на Коломаку. Обрання Гетьманом генерального осавула Івана Мазепи (1687—1709) . Коломацькі статті загалом повторювали зміст Глухівських, але ще більше звужували владу Гетьмана і його уряду, у столиці Батурині мав розміститися полк стрільців, заохочувались україно-російські шлюби. Початок відновлення України. |
| 1688             | Спорудження на землях Запорожжя першої російської колонії — Богородицької фортеці з посадом (на місці старовинного козацького містечка Самарь). |
| 1689             | Березень — травень — невдалий 2-й Кримський похід московського (бл. 150 000) і козацького військ (до Перекопа). |
| 1689—1692        | Наказний гетьман на Правобережжі — Гришко (Григорій Іванович). |
| 1690             | Московський собор прокляв і засудив на знищення твори українських письменників 17 ст. «Кіевскіе новыя книги» Петра Могили, К. Старовецького, П. Галятовського, Л. Барановича, А. Радивиловського та інших, бо «киевськие кніги прелести латинськия утверждают», наклавши на них «проклятство та анафему, не точію сугубо и трегубо, но и многогубо» Відновлення на кошти І. Мазепи Успенського собору Києво-Печерської лаври |
| 1691—1692        | Повстання у Київському, Лубенському, Полтавському полках. |
| 1692             | Липень — писар Петро Іваненко (Петрик) втікає на Січ, де його проголошують гетьманом, але допомога йому татар, пов'язана з грабуванням населення, швидко звела повстання нанівець. |
| 1692—1699 (1704) | Наказний Правобережний гетьман — Самійло Самусь |
| 1693             | Заборона патріарха Андріана привозити українські книжки до Москви. Лист Московського патріарха до Києво-Печерської лаври про заборону будь-яких книжок українською мовою. |
| 1695             | Перший Азовський похід: липень-листопад: безрезультатна облога і штурми турецької фортеці Азов московськими військами за участі козацьких загонів. Липень — козаки І.Мазепи оволоділи фортецями Кизикермен і Тавань на Дніпрі. |
| 1696             | Травень — липень: Другий азовський похід — облога, штурм і здобуття (19/29 липня) україно-російськими військами турецької фортеці Азов у гирлі Дону. Липень: заснування Таганрогу. |
| 1697             | 29 лютого у Відні був підписаний Віденський союзний трактат — договір між Росією, Австрією і Венецією щодо наступального союзу проти Туреччини і Кримського ханства терміном на 3 роки. літо-осінь: оборона фортеці Тавань (в пониззі Дніпра) московсько-українським гарнізоном. Захоплену раніше козаками фортецю тримала в облозі 30-тисячна кримсько-турецька армія, аж пока 10 жовтня не підійшла підмога на чолі з Гетьманом Іваном Мазепою і князем Я. Ф. Долгоруковим. |
| 1697—1700        | Відновлення за ініціативи Гетьмана Івана Мазепи Софійського собору у Києві. |
| 1698—1699        | Карловицький конгрес: закінчення Великої турецької війни 1683—1699 рр. Османська імперія вимушена була поступитися Угорщиною, Хорватією та Семигородом (Трансільванією) із Закарпаттям на користь Австрійській імперії, Мореєю — Венеції, а Поділля, здобуте у 1682 р. за Бучачським миром 1672 р., повернути Речі Посполитій. |
| 1700             | 1 січня — запровадження у Росії Юліанського календаря. Заснування Чернігівського колегіуму 3 липня — Константинопольській мир 1700 (на 30 років): закінчення московсько-турецької війни 1686—1700 рр. Московія отримала Азов і прилеглі землі, але від претензій на Керч вимушена була відмовитись. 19 (30) серпня — Росія оголошує війну Швеції (Північна війна 1700—1721 рр.), на яку, зокрема, було мобілізовано і козаків. |